# Râul Eliseni
Râul Eliseni este un curs de apă, afluent al râului Târnava Mare.  

## Hărți
- Harta județului Harghita
- Harta județului Mureș